# Assunção (Paraíba)
Pour les articles homonymes, voir Assunção.
Assunção est une ville brésilienne du centre de l'État de la Paraíba.
Sa population était estimée à 3 336 habitants en 2007. La municipalité s'étend sur 126 km2.